# Georg Friedrich Kaulfuss
Georg Friedrich Kaulfuss, né le 8 avril 1784 à Leipzig et mort le 9 décembre 1830 à Halle, est un botaniste saxon.

## Biographie
Georg Friedrich Kaulfuss est né à Leipzig le 3 septembre 1784. Il obtint son doctorat à l'université de Halle en 1816. Il y devint professeur de botanique en 1823.
Il a travaillé sur les échantillons de fougères recueillis par Adalbert de Chamisso durant son voyage autour du monde à bord du vaisseau russe, le Rurik. Ce travail aboutit à la rédaction de son œuvre majeure : Enumeration filicum.
Son herbier fut vendu et dispersé après sa mort.
Son intérêt s'est porté principalement sur les fougères et les mousses. Il a essayé de décrire et d'expliquer leur reproduction, mais les connaissances de l'époque étaient insuffisantes pour en avoir une bonne compréhension.

## Publications
- Enumeratio filicum quas in itinere circa terram legit Cl. Adalbertus de Chamisso -  Leipzig : Carl Cnobloch, 1824 (en latin) (numérisé)
- Erfahrungen über das Keimen der Charen (Expériences sur la germination des charas) – Leipzig : Carl Cnobloch, 1825 (en allemand) (numérisé par Google)
- Das Wesen der Farrenkraüter: besonders ihrer Fruchttheile zugleich mit Rücksicht auf systematische Anordnung betrachtet und mit einer Darstellung der Entwickelung der Pteris serrulata aus dem Samen begleitet (La nature des fougères : considérée surtout en fonction de leur fructification et en même temps du point de vue de la classification systématique, et accompagnée d'une représentation du développement de Pteris serrulata à partir de la graine) – Leipzig : Carl Cnobloch, 1827 (numérisé par Google)

## Documents
- Lettre manuscrite de Georg Friedrich Kaulfuss à Sir William Jackson Hooker de 1826 (sur JStor)